# Ursenbach

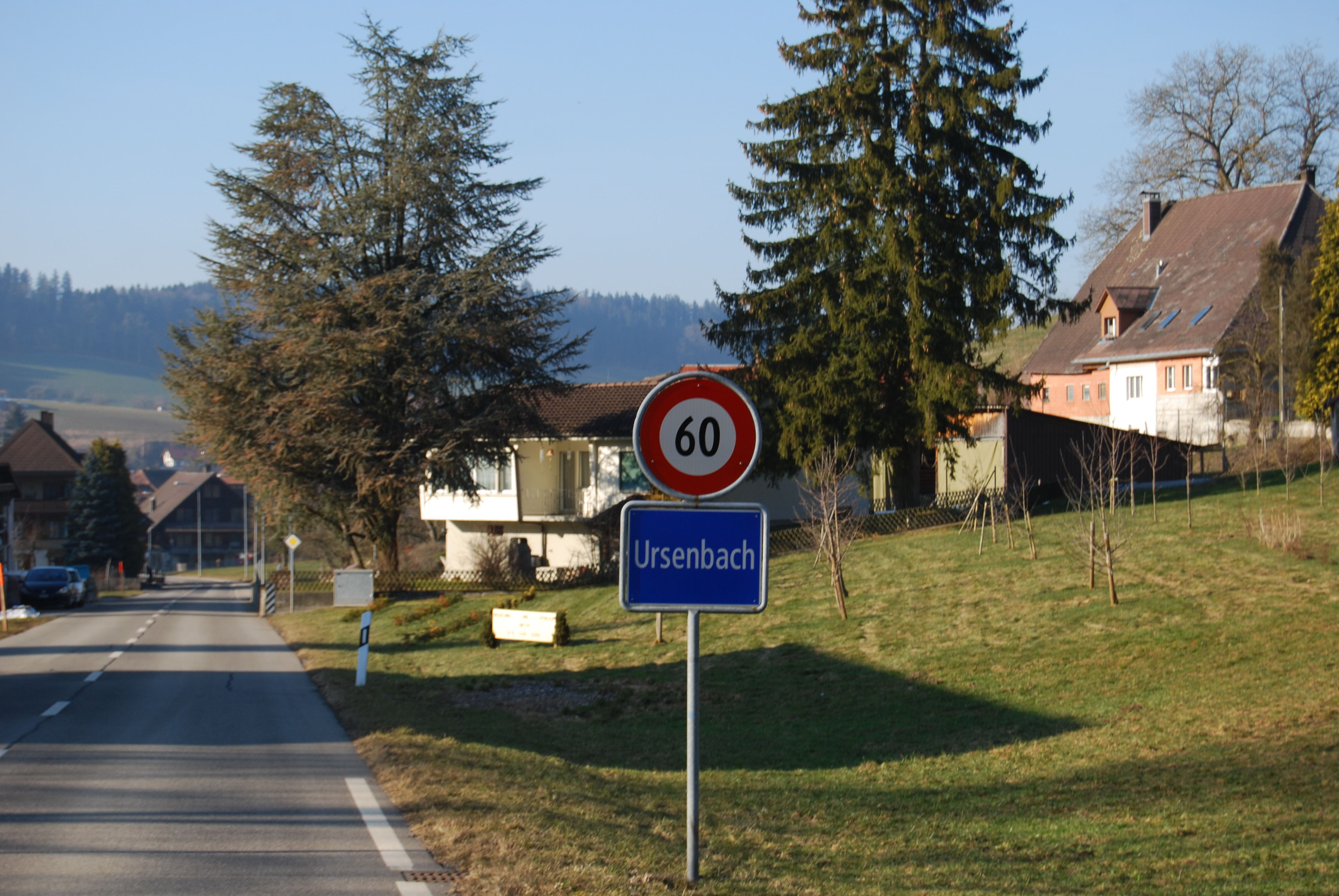
Ursenbach

Ursenbach is een gemeente en plaats in het Zwitserse kanton Bern, en maakt deel uit van het district Oberaargau.
Ursenbach telt 907 inwoners.